# كريستين بيرغ
كريستين بيرغ هي متسابقة بياثل كندية، ولدت في 19 ديسمبر 1968 في كالغاري في كندا.

## وصلات خارجية
- كريستين بيرغ على موقع IBU (الإنجليزية)
- كريستين بيرغ على موقع أوليمبيديا (الإنجليزية)